# كاري هين
كاري هين (بالإنجليزية: Carrie Henn) ، من مواليد 7 مايو عام 1976م في بنما سيتي بولاية فلوريدا الأمريكية، وهي ممثلة أمريكية شاركت في عدة أفلام ، ومنها فيلم اللاينز عام 1986م.

## وصلات خارجية
- كاري هين على موقع IMDb (الإنجليزية)
- كاري هين على موقع ألو سيني (الفرنسية)
- كاري هين على موقع أول موفي (الإنجليزية)
- كاري هين على موقع قاعدة بيانات الأفلام السويدية (السويدية)
- كاري هين على موقع قاعدة بيانات الفيلم (الإنجليزية)
- كاري هين على موقع كينوبويسك (الروسية)